# Namie
Namie (浪江町, Namie-machi) est un bourg situé dans la préfecture de Fukushima, au Japon.
Évacué après la catastrophe nucléaire de Fukushima, il est situé dans la zone d'exclusion et devient de ce fait une ville fantôme, interdite d'accès pendant plusieurs années. 
En mars 2017, les autorités japonaises déclarent qu'une partie de Namie est à nouveau habitable et lèvent en conséquence les restrictions interdisant aux personnes d'y vivre.

## Histoire
Le bourg est situé à huit kilomètres de la centrale nucléaire de Fukushima Daiichi.
Namie est durement touchée par le séisme et le tsunami du 11 mars 2011, qui provoquent la destruction de 650 maisons.
À la suite de l'accident nucléaire de Fukushima, la ville est affectée par les radiations. Puisqu'elle est située dans la zone d'exclusion, la totalité des habitants est forcée de quitter Namie qui se transforme en ville fantôme.
Pendant des années, toute entrée dans le bourg est interdite, sauf pour de brèves visites, moyennant une autorisation spéciale. Parallèlement, le gouvernement central japonais entame de vastes travaux de décontamination de Namie pour permettre aux gens d'y revenir.
En mars 2017, les autorités japonaises considèrent qu'à la suite des travaux de décontamination, 20 % de la ville est à nouveau habitable, et lèvent en conséquence les restrictions qui empêchaient les gens d'y vivre. Cette décision est toutefois critiquée par des ONG qui considèrent que la radioactivité y demeure très élevée.
En 2021, le bourg ne compte que 1 580 habitants, contre 21 000 en 2011.